# La Motte-Fanjas
La Motte-Fanjas é uma comuna francesa na região administrativa de Auvérnia-Ródano-Alpes, no departamento de Drôme. Estende-se por uma área de 4,78 km². Em 2010 a comuna tinha 196 habitantes (densidade: 41 hab./km²).